# フォーミュラ・ミラージュ
フォーミュラ・ミラージュは、かつて三菱自動車（ラリーアート）が主催していた自動車レースの一カテゴリー。いわゆるジュニア・フォーミュラの一つである。

## 概要
全日本F3選手権とFJ1600の中間のカテゴリとして日本自動車連盟(JAF)が打ち出したFJJ原案に沿って1990年から1995年まで6シーズンにわたり開催された。

## マシンについて
シャシーは、鋼管スペースフレームまたはセミモノコックまでに限定され、ワンメイクとはされなかったものの、当初は主催者側がイギリスのフォーミュラ・フォード用のヴァンディーメンを改変して用意した。1992年になってレイナード製のシャシーが用意され、次第にレイナード製が主流になった。エンジンはカテゴリー発足当初から三菱4G63、4気筒DOHC4バルブ2.0リットルに36mm径スロットル・フランジを装着して吸気制限して約150馬力を発生した。
使用されたシャシーは事実上2種類存在した。
- ヴァンディーメン（1990年-1995年）
- レイナード（1992年-1995年）

## 歴代チャンピオン
| 年     | チャンピオン |
| ------ | ------------ |
| 1990年 | 土屋圭市     |
| 1991年 | 山田英二     |
| 1992年 | 萩原修       |
| 1993年 | 伊藤勝一     |
| 1994年 | 浅見武       |
| 1995年 | 清水剛       |